# Ciovhuziv, Teofipol
Ciovhuziv (în ucraineană Човгузів) este localitatea de reședință a comunei Ciovhuziv din raionul Teofipol, regiunea Hmelnîțkîi, Ucraina.

## Demografie
Componența lingvistică a localității Ciovhuziv
     Ucraineană (99,72%)
     Alte limbi (0,28%)
Conform recensământului din 2001, majoritatea populației localității Ciovhuziv era vorbitoare de ucraineană (99,72%), existând în minoritate și vorbitori de alte limbi.